# Ares Management
Ares Management Corporation est une société d'investissement alternatif américaine.
Fondée en 1997 la société a son siège à Los Angeles avec des bureaux en Amérique du Nord, en Europe et en Asie.
Au 30 juin 2022 Ares avait 334 milliards de dollars d'actifs sous gestion et comptait 2300 employés à travers le monde.

## Histoire
En 1997, la société est créée sous forme d'un cabinet de conseil, avec comme cofondateurs notamment Antony Ressler, Michael Arougheti, David Kaplan, John H. Kissick et Bennett Rosenthal.
Ares crée ensuite (et possède) plusieurs filiales :
1. Ares Capital Corporation (créée en 2004), qui récolte et fournit du financement pour les acquisitions du marché intermédiaire, les recapitalisations et les achats à effet de levier (acquisitions par emprunt), principalement aux États-Unis. 
C'est une société de financement à capital fixe, non diversifiée, cotée en bourse et réglementée comme société de développement commercial, ou BDC, en vertu de la Loi sur les sociétés d'investissement de 1940.
2. Ares Capital Management LLC : un bureau de conseil en investissement enregistré auprès de la SEC, est le conseiller en investissement d'Ares Capital Corporation (décrit ci-dessus)
3. Ares Management Limited (créée en 2006) comme expansion de la plate-forme commerciale Ares en Europe, axée sur les marchés des capitaux européens. Elle est autorisée par la Financial Conduct Authority (FCA) au Royaume-Uni à fournir certains services de conseil en investissement.

En mai 2007 une participation minoritaire dans la société a été acquise par Abu Dhabi Investment Authority le fonds souverain de l'émirat d'Abu Dhabi, mais ADIA n'a acquis aucun droit de vote ni de gouvernance via son investissement.
En mai 2014, Ares Management finalise son introduction en bourse Elle est ensuite cotée à la Bourse de New York sous le sigle ARES.
En avril 2016, Ares Management clos son cinquième fonds mondial de capital-investissement, levant 7,85 milliards de dollars
En mai 2016, Ares Management annonce le rachat pour 3,4 milliards de dollars de la société de gestion d'actifs American Capital.
Le 30 janvier 2020, Ares Management achète une participation majoritaire dans le hedge fund basé à Hong Kong, SSG Capital Management. L'accord est officiellement conclu le 2 juillet 2020.
Depuis, SSG Capital Management opère désormais sous le nom d'Ares SSG.
Le 1er juillet 2021, Ares Management annonce finaliser l'acquisition des activités de conseil et de distribution en investissements immobiliers de Black Creek Group aux États-Unis.

## Opérations
Le cabinet fait partie des plus grands acteurs du marché de la dette privée.
Les activités d'investissement d'Ares sont menées au travers de quatre business units :
- Ares Credit Group, qui gère des crédits liquides et illiquides dans le secteur du crédit de qualité inférieure, avec environ 60,0 milliards de dollars d'actifs sous gestion au 10 mai 2016[11]. Les catégories de crédit comprennent les prêts aux entreprises, les obligations à haut rendement, le crédit institutionnel, les opportunités de crédit, les situations spéciales, les prêts adossés à des actifs et les prêts directs aux États-Unis et en Europe. Ses prêts aux entreprises aux États-Unis sont principalement effectués par l'intermédiaire d'Ares Capital Corporation et d'une entreprise de financement commercial distincte qui fournit des prêts sur actifs et des flux de trésorerie aux petites et moyennes entreprises. La plate-forme européenne de prêt direct d'Ares se concentre sur les investissements auto-organisés dans des crédits illiquides du marché intermédiaire à travers des fonds mélangés, des comptes gérés séparément et des programmes de prêt en coentreprise.
- Ares Private Equity Group, qui réalise des investissements opportunistes majoritaires ou à contrôle partagé, principalement dans des entreprises du marché intermédiaire sous-capitalisées, et gère des investissements dans des actifs énergétiques et d'infrastructure américains dans les secteurs de la production, de la transmission et des intermédiaires d'électricité. En 2016 (au 10 mai), Ares Private Equity Group gère environ 23,3 milliards de dollars d'actifs sous gestion par le biais de quatre fonds mixtes de capital-investissement axés sur l'Amérique du Nord et, dans une moindre mesure, l'Europe, un fonds de croissance en Chine et quatre fonds mixtes et six véhicules de co-investissement connexes axés sur des actifs du secteur de l'électricité et d'infrastructure aux États-Unis[11].
- Ares Real Estate Group, qui gère des investissements publics et privés en capitaux propres et en dette dans des actifs immobiliers en Amérique du Nord et en Europe. Avec environ 10,2 milliards de dollars d'actifs sous gestion, elle gère plusieurs véhicules d'investissement, notamment son FPI coté en bourse, Ares Commercial Real Estate Corporation, des fonds mixtes de capital-investissement immobilier américain et européen et des comptes de capitaux propres et de dette immobilières gérés séparément au 10 mai 2016[11].
- Ares SSG, créé par l'achat de la société d'investissement alternative, SSG Capital Management. Elle réalise des investissements de crédit, de capital-investissement et de situations spéciales dans toute la région Asie-Pacifique[12].

## Actionnaires
Les principaux actionnaires de Ares Management en 2022 sont : 
| Actionnaire                         | % du capital détenu |
| ----------------------------------- | ------------------- |
| Ares Partners Holdco LLC            | 46,30 %             |
| Antony Ressler (en)                 | 15,4 %              |
| Wellington Management Company       | 9,98 %              |
| Vanguard Group                      | 8,07 %              |
| Sumitomo Mitsui Banking Corporation | 7,79 %              |
| Capital Research & Management       | 5,86 %              |
| Fidelity Management                 | 2,47 %              |
| BlackRock                           | 2,04 %              |